# Finn Haunstoft
Finn Haunstoft (Aarhus, 8 juli 1928 - 15 mei 2018) was een Deens kanovaarder.
Haunstoft won in 1952 olympisch goud op de C-2 samen met Bent Peder Rasch.

## Belangrijkste resultaten

### Olympische Zomerspelen
| Editie | Plaats    | Resultaten    |
| ------ | --------- | ------------- |
| 1952   | Helsinki  | C-2 1000m     |
| 1956   | Melbourne | 6e C-2 10000m |

1936: Jan Brzák-Felix & Vladimír Syrovátka ·
1948: Jan Brzák-Felix & Bohumil Kudrna ·
1952: Finn Haunstoft & Bent Peder Rasch ·
1956: Alexe Dumitru & Simion Ismailciuc ·
1960: Leonid Geisjtor & Sergej Makarenko ·
1964: Andrei Chimitsj & Stepan Osjtsjepkov ·
1968: Serghei Covaliov & Ivan Patzaichin ·
1972: Vladislavas Česiūnas & Joeri Lobanov ·
1976: Sergej Petrenko & Aleksandr Vinogradov ·
1980: Ivan Patzaichin & Toma Simionov ·
1984: Ivan Patzaichin & Toma Simionov ·
1988: Nicolae Juravschi & Viktor Reneiski ·
1992: Ulrich Papke & Ingo Spelly ·
1996: Andreas Dittmer & Gunar Kirchbach ·
2000: Florin Popescu & Mitică Pricop ·
2004: Christian Gille & Tomasz Wylenzek ·
2008: Aliaksandr Bahdanovitsj & Andrei Bahdanovitsj ·
2012: Peter Kretschmer & Kurt Kuschela ·
2016: Sebastian Brendel & Jan Vandrey ·
2020: Fernando Jorge & Serguey Torres